# Massey Ferguson 240
Le Massey Ferguson 240 (MF240) est un tracteur agricole produit de 1980 à 1999 par Massey Ferguson.